# Xã Moniteau, Quận Randolph, Missouri
Xã Moniteau (tiếng Anh: Moniteau Township) là một xã thuộc quận Randolph, tiểu bang Missouri, Hoa Kỳ. Năm 2010, dân số của xã này là 975 người.